# Turkiet i olympiska sommarspelen 2012
Turkiet deltog i de olympiska sommarspelen 2012 som ägde rum i London i Storbritannien mellan den 27 juli och den 12 augusti 2012.

## Medaljörer
| Medalj | Namn           | Sport     | Gren                                         |
| ------ | -------------- | --------- | -------------------------------------------- |
| Guld   | Servet Tazegül | Taekwondo | Herrarnas 68 kg                              |
| Silver | Nur Tatar      | Taekwondo | Damernas 67 kg                               |
| Brons  | Rıza Kayaalp   | Brottning | Herrarnas supertungvikt grekisk-romersk stil |

## Badminton
- Huvudartikel: Basket vid olympiska sommarspelen 2012

| Spelare        | Gren      | Gruppnivå                    | Gruppnivå                     | Gruppnivå         | Gruppnivå        | Eliminering       | Kvartsfinal       | Semifinal         | Final / brons     | Final / brons |
| Spelare        | Gren      | Motståndare Poäng            | Motståndare Poäng             | Motståndare Poäng | Placering        | Motståndare Poäng | Motståndare Poäng | Motståndare Poäng | Motståndare Poäng | Placering     |
| -------------- | --------- | ---------------------------- | ----------------------------- | ----------------- | ---------------- | ----------------- | ----------------- | ----------------- | ----------------- | ------------- |
| Neslihan Yiğit | Damsingel | Prutsch (AUT) W 21–18, 21–10 | Cheng S-c (TPE) L 10–21, 6–21 | 2                 | Gick inte vidare | Gick inte vidare  | Gick inte vidare  | Gick inte vidare  | Gick inte vidare  |               |

## Basket
- Huvudartikel: Basket vid olympiska sommarspelen 2012
- Damer

| \| \| Pos. \| Namn \| Ålder \| \| Klubb \| \| \| ---- \| ---------------------------- \| ------------------ \| \| ----- \| \| \| \| Tuğba Palazoğlu (TUR) \| .. år (19XX-XX-XX) \| \| \| \| \| \| Begüm Dalgalar (TUR) \| .. år (19XX-XX-XX) \| \| \| \| \| \| Birsel Vardarlı (TUR) \| .. år (19XX-XX-XX) \| \| \| \| \| \| Nilay Kartaltepe (TUR) \| .. år (19XX-XX-XX) \| \| \| \| \| \| Tuğçe Canıtez (TUR) \| .. år (19XX-XX-XX) \| \| \| \| \| \| Esmeral Tunçluer (TUR) \| .. år (19XX-XX-XX) \| \| \| \| \| \| Işıl Alben (TUR) \| .. år (19XX-XX-XX) \| \| \| \| \| \| Nevriye Yılmaz (TUR) \| .. år (19XX-XX-XX) \| \| \| \| \| \| Kuanitra Hollingsworth (TUR) \| .. år (19XX-XX-XX) \| \| \| \| \| \| Yasemin Horasan (TUR) \| .. år (19XX-XX-XX) \| \| \| \| \| \| Şaziye İvegin (TUR) \| .. år (19XX-XX-XX) \| \| \| \| \| \| Bahar Çağlar (TUR) \| .. år (19XX-XX-XX) \| \| \| | Förbundskapten(-er): (?)                     |                              |                    |  |       |
| \| \| Pos. \| Namn \| Ålder \| \| Klubb \| \| \| ---- \| ---------------------------- \| ------------------ \| \| ----- \| \| \| \| Tuğba Palazoğlu (TUR) \| .. år (19XX-XX-XX) \| \| \| \| \| \| Begüm Dalgalar (TUR) \| .. år (19XX-XX-XX) \| \| \| \| \| \| Birsel Vardarlı (TUR) \| .. år (19XX-XX-XX) \| \| \| \| \| \| Nilay Kartaltepe (TUR) \| .. år (19XX-XX-XX) \| \| \| \| \| \| Tuğçe Canıtez (TUR) \| .. år (19XX-XX-XX) \| \| \| \| \| \| Esmeral Tunçluer (TUR) \| .. år (19XX-XX-XX) \| \| \| \| \| \| Işıl Alben (TUR) \| .. år (19XX-XX-XX) \| \| \| \| \| \| Nevriye Yılmaz (TUR) \| .. år (19XX-XX-XX) \| \| \| \| \| \| Kuanitra Hollingsworth (TUR) \| .. år (19XX-XX-XX) \| \| \| \| \| \| Yasemin Horasan (TUR) \| .. år (19XX-XX-XX) \| \| \| \| \| \| Şaziye İvegin (TUR) \| .. år (19XX-XX-XX) \| \| \| \| \| \| Bahar Çağlar (TUR) \| .. år (19XX-XX-XX) \| \| \| | Positioner: G - Guard C - Center F - Forward |                              |                    |  |       |
| \| \| Pos. \| Namn \| Ålder \| \| Klubb \| \| \| ---- \| ---------------------------- \| ------------------ \| \| ----- \| \| \| \| Tuğba Palazoğlu (TUR) \| .. år (19XX-XX-XX) \| \| \| \| \| \| Begüm Dalgalar (TUR) \| .. år (19XX-XX-XX) \| \| \| \| \| \| Birsel Vardarlı (TUR) \| .. år (19XX-XX-XX) \| \| \| \| \| \| Nilay Kartaltepe (TUR) \| .. år (19XX-XX-XX) \| \| \| \| \| \| Tuğçe Canıtez (TUR) \| .. år (19XX-XX-XX) \| \| \| \| \| \| Esmeral Tunçluer (TUR) \| .. år (19XX-XX-XX) \| \| \| \| \| \| Işıl Alben (TUR) \| .. år (19XX-XX-XX) \| \| \| \| \| \| Nevriye Yılmaz (TUR) \| .. år (19XX-XX-XX) \| \| \| \| \| \| Kuanitra Hollingsworth (TUR) \| .. år (19XX-XX-XX) \| \| \| \| \| \| Yasemin Horasan (TUR) \| .. år (19XX-XX-XX) \| \| \| \| \| \| Şaziye İvegin (TUR) \| .. år (19XX-XX-XX) \| \| \| \| \| \| Bahar Çağlar (TUR) \| .. år (19XX-XX-XX) \| \| \| | Spelarnas åldrar och klubb per 27 juli 2012. |                              |                    |  |       |
| | Pos.                                         | Namn                         | Ålder              |  | Klubb |
| |                                              | Tuğba Palazoğlu (TUR)        | .. år (19XX-XX-XX) |  |       |
| |                                              | Begüm Dalgalar (TUR)         | .. år (19XX-XX-XX) |  |       |
| |                                              | Birsel Vardarlı (TUR)        | .. år (19XX-XX-XX) |  |       |
| |                                              | Nilay Kartaltepe (TUR)       | .. år (19XX-XX-XX) |  |       |
| |                                              | Tuğçe Canıtez (TUR)          | .. år (19XX-XX-XX) |  |       |
| |                                              | Esmeral Tunçluer (TUR)       | .. år (19XX-XX-XX) |  |       |
| |                                              | Işıl Alben (TUR)             | .. år (19XX-XX-XX) |  |       |
| |                                              | Nevriye Yılmaz (TUR)         | .. år (19XX-XX-XX) |  |       |
| |                                              | Kuanitra Hollingsworth (TUR) | .. år (19XX-XX-XX) |  |       |
| |                                              | Yasemin Horasan (TUR)        | .. år (19XX-XX-XX) |  |       |
| |                                              | Şaziye İvegin (TUR)          | .. år (19XX-XX-XX) |  |       |
| |                                              | Bahar Çağlar (TUR)           | .. år (19XX-XX-XX) |  |       |

| Lag      | S | V | O | F | GM  | IM  | MS   | P  |
| -------- | - | - | - | - | --- | --- | ---- | -- |
| USA      | 5 | 5 | 0 | 0 | 462 | 279 | +183 | 10 |
| Turkiet  | 5 | 4 | 0 | 1 | 343 | 316 | +27  | 9  |
| Kina     | 5 | 3 | 0 | 2 | 346 | 363 | −17  | 8  |
| Tjeckien | 5 | 2 | 0 | 3 | 346 | 332 | +14  | 7  |
| Kroatien | 5 | 1 | 0 | 4 | 324 | 379 | −55  | 6  |
| Angola   | 5 | 0 | 0 | 5 | 243 | 395 | −152 | 5  |

|  | 28 juli 2012 | Turkiet | 72–50 | Angola | Basketball Arena, London |  |
|  |              |         |       |        |                          |  |
|  |              |         |       |        |                          |  |
|  |              |         |       |        |                          |  |

|  | 30 juli 2012 | Tjeckien | 57–61 | Turkiet | Basketball Arena, London |  |
|  |              |          |       |         |                          |  |
|  |              |          |       |         |                          |  |
|  |              |          |       |         |                          |  |

|  | 1 augusti 2012 | USA | 89–58 | Turkiet | Basketball Arena, London |  |
|  |                |     |       |         |                          |  |
|  |                |     |       |         |                          |  |
|  |                |     |       |         |                          |  |

|  | 3 augusti 2012 | Turkiet | 82–55 | Kina | Basketball Arena, London |  |
|  |                |         |       |      |                          |  |
|  |                |         |       |      |                          |  |
|  |                |         |       |      |                          |  |

|  | 5 augusti 2012 | Kroatien | 65–70 | Turkiet | Basketball Arena, London |  |
|  |                |          |       |         |                          |  |
|  |                |          |       |         |                          |  |
|  |                |          |       |         |                          |  |

|  | Kvartsfinal | Kvartsfinal | Kvartsfinal |    |    | Semifinal | Semifinal | Semifinal  |            |            | Final      | Final    | Final |
|  |             |             |             |    |    |           |           |            |            |            |            |          |       |
|  | A1          | USA         | 91          |    |    |           |           |            |            |            |            |          |       |
|  |             |             | 91          |    |    |           |           |            |            |            |            |          |       |
|  | B4          | Kanada      | 48          |    |    |           |           |            |            |            |            |          |       |
|  | B4          | Kanada      | 48          |    |    | USA       | 86        |            |            |            |            |          |       |
|  |             |             |             |    |    | USA       | 86        |            |            |            |            |          |       |
|  |             |             | Australien  | 73 |    |           |           |            |            |            |            |          |       |
|  | B2          | Australien  | Australien  | 73 | 75 |           |           |            |            |            |            |          |       |
|  | B2          | Australien  |             |    | 75 |           |           |            |            |            |            |          |       |
|  | A3          | Kina        | 60          |    |    |           |           |            |            |            |            |          |       |
|  |             |             |             |    |    |           |           |            |            |            | USA        | 86       |       |
|  |             |             |             |    |    |           |           |            |            |            | Frankrike  | 50       |       |
|  | B1          | Frankrike   | 71          |    |    |           |           |            |            |            |            |          |       |
|  | B1          | Frankrike   | 71          |    |    |           |           |            |            |            |            |          |       |
|  | A4          | Tjeckien    | 68          |    |    |           |           |            |            |            |            |          |       |
|  | A4          | Tjeckien    | 68          |    |    | Frankrike | 81        |            | Bronsmatch | Bronsmatch | Bronsmatch |          |       |
|  |             |             |             |    |    | Frankrike | 81        |            | Bronsmatch | Bronsmatch | Bronsmatch |          |       |
|  |             |             | Ryssland    | 64 |    |           |           |            |            |            |            |          |       |
|  | A2          | Turkiet     | Ryssland    | 64 | 63 |           |           | Australien | 83         |            |            |          |       |
|  | A2          | Turkiet     |             |    | 63 |           |           | Australien | 83         |            |            |          |       |
|  | B3          | Ryssland    | 66          |    |    |           |           |            |            |            |            | Ryssland | 74    |
|  |             |             |             |    |    |           |           |            |            |            |            |          |       |

## Bordtennis
- Huvudartikel: Bordtennis vid olympiska sommarspelen 2012

| Spelare   | Gren       | Inledande omgång     | Runda 1              | Runda 2              | Runda 3              | Runda 4              | Kvartsfinal          | Semifinal            | Final                | Final            |
| Spelare   | Gren       | Motståndare Resultat | Motståndare Resultat | Motståndare Resultat | Motståndare Resultat | Motståndare Resultat | Motståndare Resultat | Motståndare Resultat | Motståndare Resultat | Placering        |
| --------- | ---------- | -------------------- | -------------------- | -------------------- | -------------------- | -------------------- | -------------------- | -------------------- | -------------------- | ---------------- |
| Bora Vang | Herrsingel | BYE                  | BYE                  | Aruna (NGR) W 4–2    | Zhang J (CHN) L 0-4  | Gick inte vidare     | Gick inte vidare     | Gick inte vidare     | Gick inte vidare     | Gick inte vidare |
| Melek Hu  | Damsingel  | BYE                  | Zhang M (CAN) L 3–4  | Gick inte vidare     | Gick inte vidare     | Gick inte vidare     | Gick inte vidare     | Gick inte vidare     | Gick inte vidare     | Gick inte vidare |

## Boxning
- Huvudartikel: Boxning vid olympiska sommarspelen 2012

Herrar
| Boxare          | Gren            | Sextondelsfinal       | Åttondelsfinal           | Kvartsfinal              | Semifinal            | Final                | Final            |
| Boxare          | Gren            | Motståndare Resultat  | Motståndare Resultat     | Motståndare Resultat     | Motståndare Resultat | Motståndare Resultat | Placering        |
| --------------- | --------------- | --------------------- | ------------------------ | ------------------------ | -------------------- | -------------------- | ---------------- |
| Ferhat Pehlivan | Lätt flugvikt   | Suárez (TRI) W 16–6   | El-Awadi (EGY) W 20–6    | Ayrapetyan (RUS) L 11–19 | Gick inte vidare     | Gick inte vidare     | Gick inte vidare |
| Selçuk Eker     | Flugvikt        | Butdee (THA) L 10–24  | Gick inte vidare         | Gick inte vidare         | Gick inte vidare     | Gick inte vidare     | Gick inte vidare |
| Fatih Keleş     | Lättvikt        | Chadi (ALG) W 15–8    | Petrauskas (LTU) L 12–16 | Gick inte vidare         | Gick inte vidare     | Gick inte vidare     | Gick inte vidare |
| Yakup Şener     | Lätt weltervikt | Ambomo (CMR) W 19–10  | Rahmonov (UZB) L 8–16    | Gick inte vidare         | Gick inte vidare     | Gick inte vidare     | Gick inte vidare |
| Adem Kılıççı    | Mellanvikt      | Pazzyýew (TKM) W 14–7 | Drenovak (SRB) W 20–11   | Murata (JPN) L 13–17     | Gick inte vidare     | Gick inte vidare     | Gick inte vidare |
| Bahram Muzaffer | Lätt tungvikt   | BYE                   | Rouzbahani (IRI) L 12–18 | Gick inte vidare         | Gick inte vidare     | Gick inte vidare     | Gick inte vidare |

## Brottning
- Huvudartikel: Brottning vid olympiska sommarspelen 2012

Herrar, fristil
| Brottare          | Gren    | Kvalomgång                 | Åttondelsfinal       | Kvartsfinal            | Semifinal            | Återkval 1           | Återkval 2           | Final / Brons         | Final / Brons |
| Brottare          | Gren    | Motståndare Resultat       | Motståndare Resultat | Motståndare Resultat   | Motståndare Resultat | Motståndare Resultat | Motståndare Resultat | Motståndare Resultat  | Placering     |
| ----------------- | ------- | -------------------------- | -------------------- | ---------------------- | -------------------- | -------------------- | -------------------- | --------------------- | ------------- |
| Ahmet Peker       | -55 kg  | BYE                        | Tremblay (CAN) W 3–1 | Niyazbekov (KAZ) L 1–3 | Gick inte vidare     | Gick inte vidare     | Gick inte vidare     | Gick inte vidare      | 9             |
| Ramazan Şahin     | -66 kg  | BYE                        | Kumar (IND) L 1-3    | Gick inte vidare       | Gick inte vidare     | BYE                  | Navruzov (UZB) W 3–1 | Tanatarov (KAZ) L 1-3 | 5             |
| İbrahim Bölükbaşı | -84 kg  | BYE                        | Sharifov (AZE) L 1-3 | Gick inte vidare       | Gick inte vidare     | BYE                  | Herbert (USA) W 3–1  | Lashgari (IRI) L 1-3  | 5             |
| Serhat Balcı      | -96 kg  | Musaev (KGZ) L 1–3         | Gick inte vidare     | Gick inte vidare       | Gick inte vidare     | Gick inte vidare     | Gick inte vidare     | Gick inte vidare      | 16            |
| Taha Akgül        | -120 kg | Khotsianivskyi (UKR) W 3–0 | Makhov (RUS) L 0–3   | Gick inte vidare       | Gick inte vidare     | Gick inte vidare     | Gick inte vidare     | Gick inte vidare      | 9             |

Herrar, grekisk-romersk stil
| Brottare      | Gren    | Kvalomgång             | Åttondelsfinal        | Kvartsfinal          | Semifinal            | Återkval 1           | Återkval 2             | Final / brons           | Final / brons |
| Brottare      | Gren    | Motståndare Resultat   | Motståndare Resultat  | Motståndare Resultat | Motståndare Resultat | Motståndare Resultat | Motståndare Resultat   | Motståndare Resultat    | Placering     |
| ------------- | ------- | ---------------------- | --------------------- | -------------------- | -------------------- | -------------------- | ---------------------- | ----------------------- | ------------- |
| Ayhan Karakuş | -55 kg  | BYE                    | Balart (CUB) L 0–3    | Gick inte vidare     | Gick inte vidare     | Gick inte vidare     | Gick inte vidare       | Gick inte vidare        | 16            |
| Rahman Bilici | -60 kg  | BYE                    | Matsumoto (JPN) L 0–3 | Gick inte vidare     | Gick inte vidare     | Gick inte vidare     | Gick inte vidare       | Gick inte vidare        | 17            |
| Atakan Yüksel | -66 kg  | BYE                    | Abdevali (IRI) L 0–3  | Gick inte vidare     | Gick inte vidare     | Gick inte vidare     | Gick inte vidare       | Gick inte vidare        | 18            |
| Selçuk Çebi   | -74 kg  | BYE                    | Rosengren (SWE) L 1–3 | Gick inte vidare     | Gick inte vidare     | Gick inte vidare     | Gick inte vidare       | Gick inte vidare        | 13            |
| Nazmi Avluca  | -84 kg  | Janikowski (POL) L 0–3 | Gick inte vidare      | Gick inte vidare     | Gick inte vidare     | Gick inte vidare     | Gick inte vidare       | Gick inte vidare        | 15            |
| Cenk İldem    | -96 kg  | BYE                    | Rezaei (IRI) L 1–3    | Gick inte vidare     | Gick inte vidare     | BYE                  | Aleksanyan (ARM) L 0–3 | Gick inte vidare        | 11            |
| Rıza Kayaalp  | -120 kg | BYE                    | Orlov (UKR) W 3–0     | Byers (USA) W 3–0    | Lopez (CUB) L 0–3    | BYE                  | BYE                    | Pherselidze (GEO) W 3–0 | 3             |

Damer, fristil
| Brottare             | Gren   | Kvalomgång            | Åttondelsfinal       | Kvartsfinal          | Semifinal            | Återkval 1           | Återkval 2           | Final / brons        | Final / brons |
| Brottare             | Gren   | Motståndare Resultat  | Motståndare Resultat | Motståndare Resultat | Motståndare Resultat | Motståndare Resultat | Motståndare Resultat | Motståndare Resultat | Placering     |
| -------------------- | ------ | --------------------- | -------------------- | -------------------- | -------------------- | -------------------- | -------------------- | -------------------- | ------------- |
| Elif Jale Yeşilırmak | -55 kg | Dugrenier (CAN) L 0–5 | Gick inte vidare     | Gick inte vidare     | Gick inte vidare     | Gick inte vidare     | Gick inte vidare     | Gick inte vidare     | 16            |

## Bågskytte
- Huvudartikel: Bågskytte vid olympiska sommarspelen 2012

Damer
| Bågskytt        | Gren                  | Ranking-runda | Ranking-runda | 32-delsfinal            | Sextondelsfinal   | Åttondelsfinal    | Kvartsfinal       | Semifinal         | Final             | Final            |
| Bågskytt        | Gren                  | Poäng         | Seedning      | Motståndare Poäng       | Motståndare Poäng | Motståndare Poäng | Motståndare Poäng | Motståndare Poäng | Motståndare Poäng | Placering        |
| --------------- | --------------------- | ------------- | ------------- | ----------------------- | ----------------- | ----------------- | ----------------- | ----------------- | ----------------- | ---------------- |
| Begül Löklüoğlu | Damernas individuella | 648           | 26            | Le C-y (TPE) (39) L 0–6 | Gick inte vidare  | Gick inte vidare  | Gick inte vidare  | Gick inte vidare  | Gick inte vidare  | Gick inte vidare |

## Cykling
- Huvudartikel: Cykling vid olympiska sommarspelen 2012

Herrar, landsväg
| Cyklist        | Gren      | Tid      | Placering |
| -------------- | --------- | -------- | --------- |
| Miraç Kal      | Linjelopp | DNF      | DNF       |
| Ahmet Akdilek  | Linjelopp | OTL      | OTL       |
| Ahmet Akdilek  | Tempolopp | 59:11.19 | 37        |
| Kemal Küçükbay | Linjelopp | DNF      | DNF       |

## Friidrott
- Huvudartikel: Friidrott vid olympiska sommarspelen 2012

Förkortningar
- Notera – Placeringar gäller endast den tävlandes eget heat
- Q = Kvalificerade sig till nästa omgång via placering
- q = Kvalificerade sig på tid eller, i fältgrenarna, på placering utan att ha nått kvalgränsen
- NR = Nationellt rekord
- N/A = Omgången inte möjlig i grenen
- Bye = Idrottaren behövde inte delta i omgången

Herrar
Bana och väg
| Idrottare           | Gren           | Heat     | Heat      | Semifinal | Semifinal | Final            | Final            |
| Idrottare           | Gren           | Resultat | Placering | Resultat  | Placering | Resultat         | Placering        |
| ------------------- | -------------- | -------- | --------- | --------- | --------- | ---------------- | ---------------- |
| İlham Tanui Özbilen | 1 500 m        | 3:39.70  | 3 Q       | 3:35.18   | 6 q       | 3:36.72          | 8                |
| Polat Kemboi Arıkan | 5 000 m        | 13:27.21 | 13        | i.u.      | i.u.      | Gick inte vidare | Gick inte vidare |
| Polat Kemboi Arıkan | 10 000 m       | i.u.     | i.u.      | i.u.      | i.u.      | 27:38.81         | 9                |
| Tarık Langat Akdağ  | 3 000 m hinder | 8:17.85  | 4 Q       | i.u.      | i.u.      | 8:27.64          | 9                |
| Bekir Karayel       | Maraton        | i.u.     | i.u.      | i.u.      | i.u.      | 2:29:38          | 76               |

Fältgrenar
| Idrottare           | Gren           | Kval  | Kval      | Final            | Final            |
| Idrottare           | Gren           | Längd | Placering | Längd            | Placering        |
| ------------------- | -------------- | ----- | --------- | ---------------- | ---------------- |
| Hüseyin Atıcı       | Kulstötning    | 19.74 | 20        | Gick inte vidare | Gick inte vidare |
| Ercüment Olgundeniz | Diskuskastning | 60.87 | 23        | Gick inte vidare | Gick inte vidare |
| Fatih Avan          | Spjutkastning  | 78.87 | 20        | Gick inte vidare | Gick inte vidare |
| Eşref Apak          | Släggkastning  | 73.47 | 17        | Gick inte vidare | Gick inte vidare |

Damer
Bana och väg
| Idrottare                                                             | Event          | Heat     | Heat      | Kvartsfinal | Kvartsfinal | Semifinal        | Semifinal        | Final            | Final            |
| Idrottare                                                             | Event          | Resultat | Placering | Resultat    | Placering   | Resultat         | Placering        | Resultat         | Placering        |
| --------------------------------------------------------------------- | -------------- | -------- | --------- | ----------- | ----------- | ---------------- | ---------------- | ---------------- | ---------------- |
| Nimet Karakuş                                                         | 100 m          | BYE      | BYE       | 11.62       | 6           | Gick inte vidare | Gick inte vidare | Gick inte vidare | Gick inte vidare |
| Pınar Saka                                                            | 400 m          | 52.38    | 4         | i.u.        | i.u.        | Gick inte vidare | Gick inte vidare | Gick inte vidare | Gick inte vidare |
| Merve Aydın                                                           | 800 m          | 3:24.35  | 7         | i.u.        | i.u.        | Gick inte vidare | Gick inte vidare | Gick inte vidare | Gick inte vidare |
| Aslı Çakır Alptekin                                                   | 1 500 m        | i.u.     | i.u.      | i.u.        | i.u.        | i.u.             | i.u.             | DSQ              | DSQ              |
| Gamze Bulut                                                           | 1 500 m        | i.u.     | i.u.      | i.u.        | i.u.        | i.u.             | i.u.             | DSQ              | DSQ              |
| Tuğba Karakaya                                                        | 1 500 m        | 4:29.21  | 15        | i.u.        | i.u.        | Gick inte vidare | Gick inte vidare | Gick inte vidare | Gick inte vidare |
| Dudu Karakaya                                                         | 5 000 m        | 15:28.32 | 14        | i.u.        | i.u.        | i.u.             | i.u.             | Gick inte vidare | Gick inte vidare |
| Nevin Yanit                                                           | 100 m häck     | 12.70    | 1 Q       | i.u.        | i.u.        | 12.58 NR         | 2 Q              | 12.58 NR         | 5                |
| Nagihan Karadere                                                      | 400 m häck     | DSQ      | DSQ       | i.u.        | i.u.        | Gick inte vidare | Gick inte vidare | Gick inte vidare | Gick inte vidare |
| Özlem Kaya                                                            | 3 000 m hinder | 10:03.52 | 13        | i.u.        | i.u.        | i.u.             | i.u.             | Gick inte vidare | Gick inte vidare |
| Gülcan Mıngır                                                         | 3 000 m hinder | 9:47.35  | 10        | i.u.        | i.u.        | i.u.             | i.u.             | Gick inte vidare | Gick inte vidare |
| Binnaz Uslu                                                           | 3 000 m hinder | 10:31.00 | 15        | i.u.        | i.u.        | i.u.             | i.u.             | Gick inte vidare | Gick inte vidare |
| Özge Akın Sema Apak Birsen Engin Meliz Redif Pınar Saka Elif Yıldırım | 4 x 400 m      | 3:34.71  | 8         | i.u.        | i.u.        | i.u.             | i.u.             | Gick inte vidare | Gick inte vidare |
| Bahar Doğan                                                           | Maraton        | i.u.     | i.u.      | i.u.        | i.u.        | i.u.             | i.u.             | 2:36:35          | 63               |
| Sultan Haydar                                                         | Maraton        | i.u.     | i.u.      | i.u.        | i.u.        | i.u.             | i.u.             | 2:38:26          | 72               |
| Ümmü Kiraz                                                            | Maraton        | i.u.     | i.u.      | i.u.        | i.u.        | i.u.             | i.u.             | 2:43:07          | 89               |
| Semiha Mutlu                                                          | 20 km gång     | i.u.     | i.u.      | i.u.        | i.u.        | i.u.             | i.u.             | 1:35:33          | 47               |

Fältgrenar
| Idrottare       | Gren          | Kval  | Kval      | Final            | Final            |
| Idrottare       | Gren          | Längd | Placering | Längd            | Placering        |
| --------------- | ------------- | ----- | --------- | ---------------- | ---------------- |
| Karin Melis Mey | Längdhopp     | 6.80  | 3 Q       | DNS              | DNS              |
| Burcu Ayhan     | Höjdhopp      | 1.93  | 9 q       | 1.89             | 12               |
| Kıvılcım Kaya   | Släggkastning | 69.50 | 15        | Gick inte vidare | Gick inte vidare |
| Tuğçe Şahutoğlu | Släggkastning | 67.58 | 24        | Gick inte vidare | Gick inte vidare |

## Gymnastik
- Huvudartikel: Gymnastik vid olympiska sommarspelen 2012

### Artistisk
Damer
| Idrottare   | Gren | Kval    | Kval    | Kval    | Kval    | Kval   | Kval      | Final            | Final            | Final            | Final            | Final            | Final            |
| Idrottare   | Gren | Redskap | Redskap | Redskap | Redskap | Totalt | Placering | Redskap          | Redskap          | Redskap          | Redskap          | Totalt           | Placering        |
| Idrottare   | Gren | F       | V       | UB      | BB      | Totalt | Placering | F                | V                | UB               | BB               | Totalt           | Placering        |
| ----------- | ---- | ------- | ------- | ------- | ------- | ------ | --------- | ---------------- | ---------------- | ---------------- | ---------------- | ---------------- | ---------------- |
| Göksu Üçtaş | Bom  | i.u.    | i.u.    | i.u.    | 11.333  | 11.333 | 77        | Gick inte vidare | Gick inte vidare | Gick inte vidare | Gick inte vidare | Gick inte vidare | Gick inte vidare |

## Judo
| Idrottare       | Gren                     | 32-delsfinal         | Sextondelsfinal                | Åttondelsfinal               | Kvartsfinal          | Semifinal            | Återkval             | Bronsmatch           | Final                | Final            |
| Idrottare       | Gren                     | Motståndare Resultat | Motståndare Resultat           | Motståndare Resultat         | Motståndare Resultat | Motståndare Resultat | Motståndare Resultat | Motståndare Resultat | Motståndare Resultat | Placering        |
| --------------- | ------------------------ | -------------------- | ------------------------------ | ---------------------------- | -------------------- | -------------------- | -------------------- | -------------------- | -------------------- | ---------------- |
| Sezer Huysuz    | Lättvikt (-73 kg) Herrar | BYE                  | Palelashvili (ISR) L 0000–0010 | Gick inte vidare             | Gick inte vidare     | Gick inte vidare     | Gick inte vidare     | Gick inte vidare     | Gick inte vidare     | Gick inte vidare |
| Gülşah Kocatürk | Tungvikt (+78 kg) Damer  | i.u.                 | BYE                            | Kindzerska (UKR) L 0002–0103 | Gick inte vidare     | Gick inte vidare     | Gick inte vidare     | Gick inte vidare     | Gick inte vidare     | Gick inte vidare |

## Segling
Herrar
| Seglare                | Gren      | Lopp | Lopp | Lopp | Lopp | Lopp | Lopp | Lopp | Lopp | Lopp | Lopp | Lopp | Summerad poäng | Finalplacering |
| Seglare                | Gren      | 1    | 2    | 3    | 4    | 5    | 6    | 7    | 8    | 9    | 10   | M*   | Summerad poäng | Finalplacering |
| ---------------------- | --------- | ---- | ---- | ---- | ---- | ---- | ---- | ---- | ---- | ---- | ---- | ---- | -------------- | -------------- |
| Mustafa Çakır          | Laser     | 43   | 29   | 41   | 50   | 37   | 35   | 44   | 19   | 50   | 27   | EL   | 325            | 39             |
| Alican Kaynar          | Finnjolle | 18   | 14   | 18   | 18   | 25   | 14   | 11   | 22   | 16   | 20   | EL   | 154            | 18             |
| Ateş Çınar Deniz Çınar | 470       | 10   | 23   | 26   | 18   | 22   | 21   | 23   | 16   | 19   | 26   | EL   | 178            | 24             |

M = Medaljlopp; EL = Eliminerad – gick inte vidare till medaljloppet;
Damer
| Seglare              | Gren         | Lopp | Lopp | Lopp | Lopp | Lopp | Lopp | Lopp | Lopp | Lopp | Lopp | Lopp | Summerad poäng | Finalplacering |
| Seglare              | Gren         | 1    | 2    | 3    | 4    | 5    | 6    | 7    | 8    | 9    | 10   | M*   | Summerad poäng | Finalplacering |
| -------------------- | ------------ | ---- | ---- | ---- | ---- | ---- | ---- | ---- | ---- | ---- | ---- | ---- | -------------- | -------------- |
| Nazlı Çağla Dönertaş | Laser radial | 19   | 35   | 16   | 30   | 22   | 38   | 20   | 32   | DSQ  | 20   | EL   | 232            | 29             |

M = Medaljlopp; EL = Eliminerad – gick inte vidare till medaljloppet;

## Taekwondo
| Idrottare       | Gren             | Åttondelsfinaler        | Kvartsfinaler         | Semifinaer           | Återkval             | Bronsmatch           | Final                  | Final     |
| Idrottare       | Gren             | Motståndare Resultat    | Motståndare Resultat  | Motståndare Resultat | Motståndare Resultat | Motståndare Resultat | Motståndare Resultat   | Placering |
| --------------- | ---------------- | ----------------------- | --------------------- | -------------------- | -------------------- | -------------------- | ---------------------- | --------- |
| Servet Tazegül  | Herrarnas −68 kg | Jennings (USA) W 8–6    | Husarov (UKR) W 9–2   | Stamper (GBR) W 9–6  | Bye                  | Bye                  | Bagheri (IRI) W 6–5    | 1         |
| Bahri Tanrıkulu | Herrarnas +80 kg | Nikolaidis (GRE) W 7–3  | Cha D-M (KOR) W 4–1   | Obame (GAB) L 2–3    | Bye                  | Liu Xb (CHN) L 2–3   | Gick inte vidare       | 5         |
| Nur Tatar       | Damernas −67 kg  | St. Bernard (GRN) W 5–1 | McPherson (USA) W 6–1 | Marton (AUS) W 6–0   | Bye                  | Bye                  | Hwang K-S (KOR) L 5–12 | 2         |